# 萨姆·阿勒代斯
萨缪尔·阿勒代斯（英語：Samuel "Sam" Allardyce，1954年10月19日—）出生於英格蘭西密德兰郡的達德利，是一名前足球運動員及足球領隊，曾帶領多支包括博尔顿、紐卡素、布力般流浪、韋斯咸和桑德兰的英超球隊，并曾短暫担任英格蘭國家足球隊主教練。
於1999年到2007年間艾拿戴斯執教博尔顿，帶領球隊晉身聯賽盃決賽及球隊歷史首度參賽欧洲联盟杯的資格，其後分別執教紐卡素和布力般流浪。2011年6月接任剛降班英冠的韋斯咸的領隊，並領導球隊重返英超。艾拿戴斯通常被稱為「大Sam」（Big Sam）或香港傳媒的「大傻」。

## 生平

### 球員年代
艾拿戴斯球員時代效力保頓司職後衛，曾協助球會贏得英格蘭乙組聯賽(第二級)冠軍，升上英格蘭甲組聯賽。隨後艾拿戴斯一直都是效力一些小型球會，包括新特蘭、高雲地利、米禾爾等等。
艾拿戴斯球員時代贏得獎項很少，極其量只有英乙聯賽冠軍。職業生涯晚期他在愛爾蘭球會科麥立克效力。這段期間艾拿戴斯開始為自己日後領隊生涯鋪路，並於1991年起開始成為領隊。

### 領隊時期
早年
艾拿戴斯第一家執教球會乃愛爾蘭的科麥立克（Limerick F.C.），其間他帶領球會從乙組聯賽升上甲組。其後他返回英國加盟普雷斯頓，起先擔任助教，後來升為主教練。不過其間艾拿戴斯只是看守領隊，並未受球會信任。1994年轉投英乙(第三級)球會黑池成為正式領隊，可惜因為升級甲組(第二級)失敗而被辭退。
1997年1月艾拿戴斯重返教練崗位，出任英乙（第三級）球會諾士郡領隊。由於到任前諾士郡已在聯賽失分太多，需要降落丙組(第四級)作賽。但在艾拿戴斯領導下，一季後終升上回乙組。
保頓
1999年9月，艾拿戴斯加盟了當時處於甲組（第二級）的保頓。甫加盟艾拿戴斯隨即為球會取得了升級附加賽參賽資格，惟不幸落敗予葉士域治。自此保頓成績漸見進步，2001年又一次進入升級附加賽，成功贏出升上英超。
其後艾拿戴斯有感球會財力有限，所以不斷從海外招攬過氣老將加盟，計有前法國國腳佐卡夫和前皇家馬德里隊長希亞路。結果在「限米煮飯」下終取得一些可觀成績：2003-04年球季打入英格蘭聯賽盃決賽，僅以1-2敗於米杜士堡。該屆保頓在聯賽排第八；翌季贏得英超第六名，進軍歐洲足協盃，是球會歷來首次。2005-06年球季排第八位，並且出席了歐洲足協盃賽事。
2007年4月28日，艾拿戴斯宣佈他將在球季後離開保頓。會方一度挽留，但4月29日球會也同意讓艾拿戴斯離開。他其後接受專訪解釋他辭職原因，是希望可以投效具實力的球會獲得大賽獎盃。
紐卡素
在艾拿戴斯宣佈辭職後不足一個月，另一支英超球會紐卡素於2007年5月15日宣佈與艾拿戴斯簽訂三年合約。艾拿戴斯只任教8個月，因成績不理想而於2008年1月9日解約。
布力般流浪
2008年12月17日艾拿戴斯獲布力般流浪委任為領隊，取代被革退的保羅·恩斯，簽約3年，接任時球隊位處聯賽榜尾二，首季帶領球隊取得第15位。
2009/10年球季布力般流浪留守中游席位。球隊晉級英格蘭聯賽盃準決賽，兩回合累計大手交易以4-7負於阿士東維拉出局。布力般流浪在主場伊活公園球場威力盡顯，14年來首次在主場面對四大豪門取得不敗戰績；聯賽兩勝死對頭般尼；聯賽閉幕戰擊敗阿士東維拉，11年來首次聯賽雙殺對手，首個完整執教球季取得第10位的成績。
布力般流浪在2010/11年球季開季取得不俗戰績，首14輪賽事取得18分，11月尾仍處聯賽榜第11位，惟作客持續不振，9戰僅得兩勝1和6負，包括1-7大敗於曼聯腳下，12月12日面對10人應戰的舊東家保頓仍以1-2落敗而回，在形勢緊湊的聯賽榜跌至第13位，距離降班區域僅差5分。2010年12月13日布力般流浪新東家印度「文基集团」（Venky's）宣佈辭退艾拿戴斯。
韋斯咸
2011年6月1日, 艾拿戴斯獲剛降班英冠的韋斯咸任命為領隊，接替被革職的艾林·格蘭，合約為期兩年。之後帶領韋斯咸在英冠奪得第三位，得到參與升班附加賽資格並奪取冠軍，在新球季升上英超。
2013年5月11日, 於英超護級成功的韋斯咸與艾拿戴斯續簽領隊合約為期兩年
新特蘭
2015年10月9日，艾拿戴斯出任新特蘭總教練，接替辭職的迪克·艾禾卡特，簽約兩年。
英格蘭
2016年7月22日，英格蘭足总宣布艾拿戴斯出任英格蘭國家足球隊主教練，簽約兩年，取代於2016歐國盃後辭職的鶴臣，但於67日後，因为涉嫌钱权交易丑闻而被解僱。
水晶宮
2016年12月24日，水晶宮在12月23日辭退柏度的領隊職務後，在翌日就宣佈繼任人，由前英格蘭主帥艾拿戴斯接替並落實簽約兩年半。
2017年5月24日，艾拿戴斯因家庭理由而辭任水晶宮領隊，并表示无意再接受其他球队，这被认为他已经宣告退休。
埃弗顿
尽管此前已经宣布退休，但2017年11月30日，阿勒代斯被任命为埃弗顿主教练，双方签署了一份至2019年6月到期的合同，埃弗顿在2017-18赛季开局糟糕，仅仅位列第13位，他在被任命为埃弗顿主帅后两天迎来了首场比赛，最终主场2-0击败哈德斯菲尔德。
2018年5月16日，埃弗頓正式宣佈，主帥阿勒代斯離任，2017-18赛季埃弗頓最終排名英超第八，這讓已經投入巨資的老闆感到不滿。除了成績不理想外，阿勒代斯的打法也讓埃弗頓球迷們看不下去，並且多次在比賽中發出噓聲，甚至在第37輪本賽季最後1個主場比賽，大量埃弗頓球迷中途退場，最後只留下不到5千名球迷與球員話別。
西布朗
2020年12月16日，英超球队西布朗宣布阿勒代斯正式出任该队的主教练，双方签约18个月。

## 貪污指控
2006年9月19日，英國廣播公司披露了一份文件，指稱艾拿戴斯與其子涉嫌在球員轉會交易中收取回佣。而當中兩名球員經紀人更指稱艾拿戴斯透過其兒子進行桌底交易。艾拿戴斯其後否認有關指控，更聲稱要循法律途徑控告英國廣播公司。

## 護級專家
艾拿戴斯近年被譽爲英超的護級專家，如在2008年剛接手布力般流浪時球隊聯賽排名倒數第二，但最後卻以第15名完成球季。之後帶領韋斯咸重返英超並再次帶領球隊驚險脫離降班區。之後在2015-16年賽季接替引咎辭職的迪克·艾禾卡特，成爲桑德兰的領隊。剛接手時頭8場僅得3分，而且桑德兰大部分時間亦處於降班區。但在第28輪至第37輪間卻取得3勝6和1負（這場敗仗的對手正正就是應屆英超冠軍李斯特城），其中第36輪及第37輪更爆冷擊敗車路士及愛華頓，使球隊提早一輪護級成功。接著的2016-17年球季亦成功將水晶宮從降班漩渦中拉回來。
可惜在2020-21年賽季中途接手正在降班邊緣的西布朗，在球隊資源有限及班主不投放資源的情況下最終降班收場，亦使艾拿戴斯執教英超球隊以來首度降班。雖然如此，艾拿戴斯曾經帶領西布朗有幾場打出亮麗表現，包括次循環主場與當屆英超亞軍曼聯以1-1言和及客場以5-2大勝車路士。

## 外部連結
- Soccerbase：萨姆·阿勒代斯